# Чудовисько з глибини 20 000 сажнів
«Чудовисько з глибини 20 000 сажнів» (англ. The Beast from 20,000 Fathoms) — науково-фантастичний фільм 1953 року.
Це перший з трьох фільмів Єжена Лур'є з участю величезного монстра. Далі послідували «Бегемот, морське чудовисько» і кольоровий «Горго».

## Сюжет
У результаті ядерних випробувань в Арктиці через розталі льодовики до життя повертається доісторичний динозавр. Він прямує до східного узбережжя Північної Америки. Єдиний свідок існування монстра, професор Том Несбітт, не може переконати владу в небезпеці, що насувається. Палеонтолог Тургуд Еллісон за описом професора встановлює, що монстр може бути «редозавром» (вигаданий вид діапсид). Тим часом чудовисько з'являється в затоці. При зануренні в затоку для досліджень гинуть люди. Потім чудовисько з'являється на Мангеттені. Вбити його вдається тільки за допомогою радіоактивного ізотопу.

## Знімальна група
- Режисер і сценарист — Ежен Лур'є.
- Композитор — Девід Баттолф.
- Автор і творець спецефектів — Рей Гаррігаузен

## У ролях
- Пола Реймонд
- Кеннет Тобі
- Пол Габшмід
- Лі Ван Кліф
- Дональд Вудс
- Стів Броуді

## Факти
- Фільм знятий за мотивами оповідання Рея Бредбері «Ревун», опублікованому кількома роками раніше в газеті «The Saturday Evening Post».
- Це перший фільм, де монстр з'являється завдяки атомній бомбі.
- Разом з Кінг-Конгом Редозавр надихнув японських режисерів на створення Ґодзілли[1][2].
- Бюджет картини склав 210 тисяч доларів, а в прокаті тільки на території США фільм заробив 5 мільйонів доларів[3].
- У перекладах назви фатоми змінювалися на милі і морські милі, сажні і морські сажні.